# Syngrapha transbaikalensis
Syngrapha transbaikalensis là một loài bướm đêm trong họ Noctuidae.